# Anton Rausch (Maler)

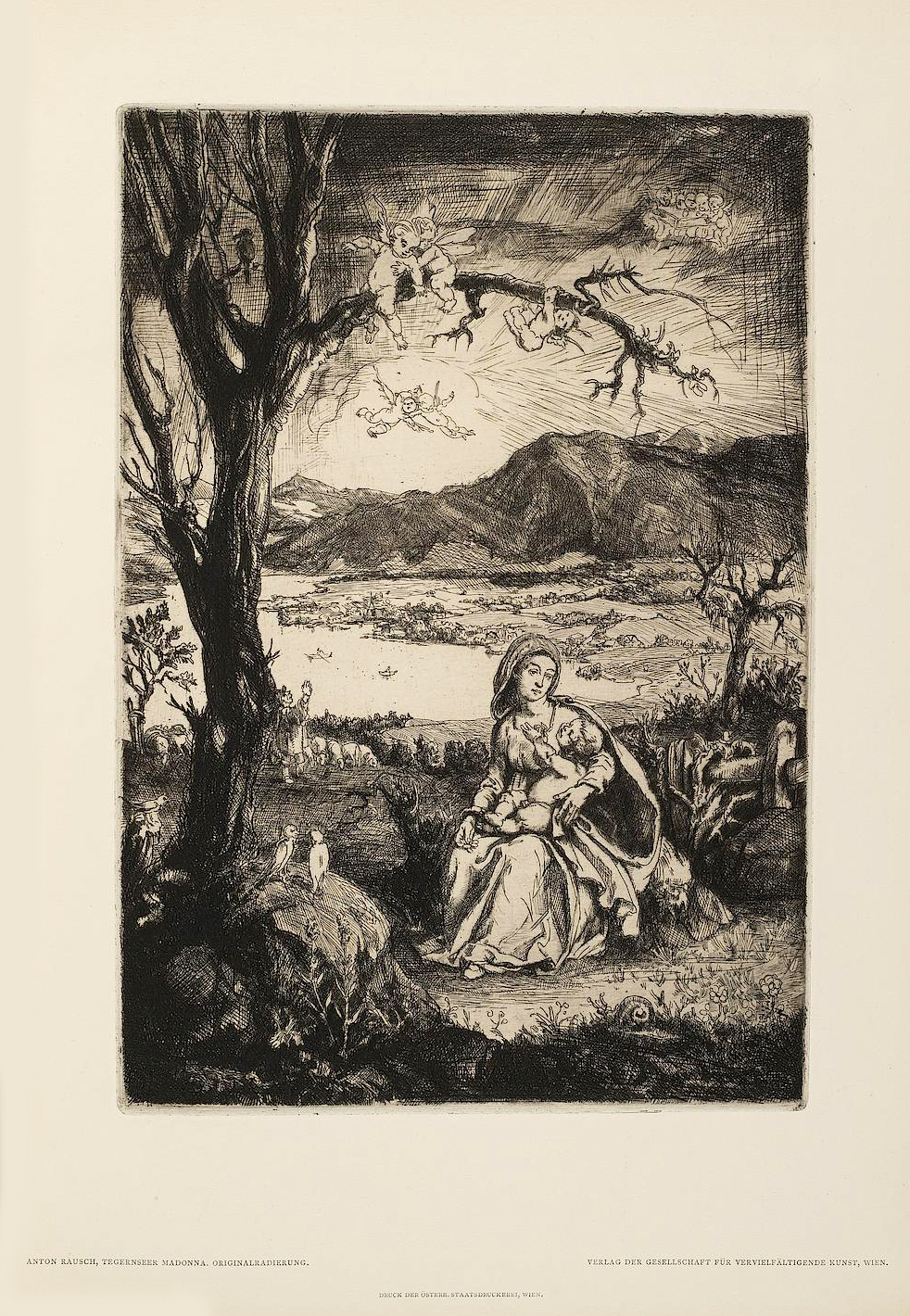
Tegernseer Madonna 1929

Anton Rausch (* 12. Juni 1882 in Fladungen/Rhön; † 11. März 1939 in München) war ein deutscher Maler und Radierer.
Anton Rausch begann seinen Malunterricht an der Kunstgewerbeschule Nürnberg, studierte weiter seit dem 13. November 1903 an der Akademie der bildenden Künste München zuerst bei Martin von Feuerstein, später Radierung bei Peter Halm und Malerei bei Wilhelm von Diez.
Rauschs Werke zeigten den Einfluss der deutschen Renaissance-Meister, vor allem Dürer and Cranach. Er schuf hauptsächlich Werke religiösen Inhalts.
Rausch war in München tätig.